# Hornet (borne et système d'arcade)
Pour les articles homonymes, voir Hornet.
Le Hornet est un système d'arcade et une borne d'arcade géante qui fait tourner un jeu d'arcade du type simulation de vol, fabriqué par  Magic Edge et Namco, sorti en 1993.

## Description
Le simulateur de vol Hornet est une borne d'arcade en forme de cockpit d'avion, fermé, reproduisant réellement l'habitacle d'un avion. L'immersion est totale. Le cockpit reproduit les mouvements opérés à l'écran, la borne est dotée de vérins qui lui permettent ses déplacements.
Le Hornet est le fruit d'un travail en collaboration entre Magic Edge et Namco. Le but de la collaboration était de réduire les coûts de production pour la rendre viable pour les centres de divertissement de Namco. Mais les frais d'exploitations et généraux se sont avérés exorbitant et le projet fut un échec cuisant.
À cette époque là, Namco et Sega se lancent déjà dans la 3D (System 21 et 22, System 11, Model 2), mais ces jeux développés sur PC, sont graphiquement de très belle qualité pour l'époque. Cependant le gameplay était très décevant. Trois jeux ont été produits sur ce système : Magic Edge Hornet 1, Magic Edge F18, Magic Edge X21. Chacun des jeux proposait des missions différentes à effectuer.
Le cœur du système est basé sur le Silicon Graphics Onyx Reality Engine 2. La base PC tournait sous système d'exploitation IRIX,.
Le jeu était possible en multijoueur en réseau local jusqu'à 6 joueurs.

## Spécifications techniques

### Système
- Silicon Graphics Onyx Reality Engine 2
  - Processeurs : 4 (quantité variable) x MIPS R4400 cadencé à 150 MHz
  - Système d'exploitation : IRIX (SGI)
  - Mémoire : 64 MB ECC.

### Audio
- Son 3D surround
- Radio intercom (casque et micro)
- 4 canaux + sous-canaux

### Média
- Média : Disque dur 2 GB SCSI-II
- Vidéoprojecteur : 30 x 40 Pouce
- Réseau : Deux processeurs pour réseaux UNIX via 10 Mega Ethernet

### Borne
- Contrôles : Commandes réalistes d'avion (levier et accélérateur)
- Inclinaison :
  - Haut : 45°
  - Côtés : 60°
  - Bas : 25°
- Dimensions :
  - Largeur : 2,30 m
  - Longueur : 4,70 m
  - hauteur : 2,20 m

## Liste des jeux
| Titre               | Développeur | Éditeur | Genre | Année |
| ------------------- | ----------- | ------- | ----- | ----- |
| Magic Edge Hornet 1 | Namco       | Namco   |       | 1993  |
| Magic Edge F18      | Namco       | Namco   |       | 1993  |
| Magic Edge X21      | Namco       | Namco   |       | 1993  |